# 蘭辛 (佛羅里達州)
蘭辛（英語：Lansing）是位於美國佛羅里達州德索托縣的一個非建制地區。該地的面積和人口皆未知。

## 地理
蘭辛的座標為27°15′25″N 81°53′20″W / 27.25694°N 81.88889°W，而該地的平均海拔高度為16米（即52英尺）。